# Felip Gardy
Felip Gardy (1 de mayo de 1948) es un escritor francés en lengua occitana, concretamente en dialecto provenzal. Es profesor universitario de literatura occitana y editor de numerosas publicaciones en esta lengua. Su nombre en grafía francesa en Philippe Gardy.

## Biografía
Nace en Chalon-sur-Saône (Francia) y estudia filología occitana en la Universidad de Nimes junto a Robert Lafont. Publica numerosas obras científicas sobre la lengua, la literatura y la cultura occitana, con especial dedicación a los autores occitanos Max Roqueta y Teodor Aubanei, así como ediciones comentadas de obras de siglos pasados como el clásico de la novela picaresca Istòria de Joan-l’an-pres de Joan Baptista Fabre.
Su labor difusora también abarca la edición, fundando en 1977 la revista sociolingüista Lengas de la que es director, así como los sellos literarios Pròsa occitana y Jorns.
Fue reconocido con el Premio Robèrt Lafont de 2012 por la Generalidad de Cataluña por su esfuerzo en la difusión del occitano.

## Obra literaria
Felip Gardy también ha cultivado la literatura, especialmente la poesía, aunque también la novela como La dicha de la figuiera con la que ganó el Premio Joan Bodon en 2003.
En 2004, fue galardonado con el Premio Pau Froment al conjunto de su obra.
Obras destacada:
- Delà l'aiga (poemario bilingüe) 2007
- A la negada / Noyades (poemario bilingüe) 2005
- Mitológicas / Mythologiques 2004
- La dicha de la Figuiera 2002
- Nòu sonets aproximatius 1997
- Quinze noms de luòcs1992
- Per tàntei fugidas egipciacas 1992
- Pichòta cosmogonia de l’enrevers 1989
- Dançars dau pofre 1986, con pinturas originales de Jacqueline Désarménien
- Lo Païsatge endemic 1982
- Boca clausa còr 1975
- Cantas rasonablas 1968
- L’ora de paciéncia 1965